# Sierra Hull
Sierra Dawn Hull (Byrdstown, 27 settembre 1991) è una cantante statunitense.

## Biografia
Nata e cresciuta a Byrdstown (Tennessee), ha iniziato a suonare il mandolino all'età di otto anni. Nel 2002 ha pubblicato un album in forma indipendente. Ha firmato un contratto con la Rounder Records all'età di 13 anni e nel 2008 ha pubblicato l'album Secrets, coprodotto da Alison Krauss e Ron Block.
Nel marzo 2011 è uscito il suo secondo album ufficiale Daybreak.
Nel gennaio 2016 ha pubblicato Weighted Mind. Il disco ha ricevuto una candidatura ai Grammy Awards 2017 nella categoria "miglior album folk".

## Discografia
- 2002 - Angel Mountain (indipendente)
- 2008 - Secrets
- 2011 - Daybreak
- 2016 - Weighted Mind